# Johan Wilhelm Liljencrantz
Johan Wilhelm Liljencrantz, född 9 maj 1768 i Stockholm, död 25 oktober 1816 i Västerås, var en svensk greve, militär och ämbetsman.

## Biografi
Liljencrantz föddes i Stockholm som äldsta barnet till Gustav III:s finansminister Johan Liljencrantz och hans första hustru Ottiliana Vilhelmina Transköld. Han blev redan 1777 volontär vi Åbo läns infanteriregemente och i samband med faderns adlande fänrik vid samma regemente 17 december samma år. År 1781 blev han sekundadjutant vid livgardet, och premiärlöjtnant vid samma regemente 1783. År 1785 befordrades Liljencrantz till kornett och 1786 till löjtnant och senare ryttmästare vid livregementet till häst. Han utnämndes även samma år till kammarjunkare. År 1798 befordrades han till major vid livregementets kyrassiärkår och året därpå till överadjutant hos kungen. År 1801 tog han avsked från tjänsten som adjutant hos kungen. Han utnämndes 1811 till hovmarskalk och samma år till landshövding över Västmanlands län.
År 1814 blev han riddare av Nordstjärneorden. Vid faderns död 1815 blev han greve.
Farbrodern, Sven Liljencrantz, hade i sitt testamente 1796, då hans enda levande barn sonen Johan Ludvig (1766–1798) var mycket sjuklig bestämt att hans fideikommiss Hässelbyholm och Heby genom lottning mellan de tre brorsönerna skulle tillfalla två av dem. Johan Wilhelm var den av sina bröder som blev utan fideikommiss, men fick i stället ett penningfideikommiss som kompensation.
Liljencrantz var gift första gången med Johanna Beata von Engeström, vars mor var av släkten Ihre. Två år innan han avled gifte han om sig med Helena Meldercreutz. Äldste sonen Gustaf Fredrik Liljencrantz blev landshövding. Hans dotter Charlotta gifte sig 10 oktober 1822 med Filip von Schwerin.